# Centro Nazionale di Gugak
Il Centro Nazionale di Gugak (국립국악원?, 國立國樂院?) è un'istituzione per l'apprendimento della musica tradizionale coreana (국악?, 國樂?, gugakLR), situata a Seul, in Corea del Sud.

## Storia
Con una tradizione risalente all'istituto musicale Eumseongseo del Regno di Silla nel VII secolo, il Centro Nazionale di Gugak fu fondato nel 1951 dalla fusione del Dipartimento musicale dell'ex casa reale si fuse con altre organizzazioni musicali. Il nome internazionale dell'istituzione era all'epoca "Centro Nazionale per le Arti Performative Tradizionali Coreane" (in inglese National Center for Korean Traditional Performing Arts, NCKTPA), che conservò fino al 2010.

## Struttura
Il National Center ha strutture didattiche volte a preservare e promuovere la musica coreana tradizionale con corsi accademici, studi privati, gruppi musicali, ricerche e spettacoli. Insegna le musiche antiche tradizionali della Corea, compresa l'antica musica rituale di corte chiamata aak, nonché la musica rituale eseguita per il santuario ancestrale reale di Jongmyo ed il santuario confuciano di Munmyo.